# Parafia św. Apostołów Piotra i Pawła w Krotoszynie
Parafia Świętych Apostołów Piotra i Pawła – polska parafia rzymskokatolicka, znajdująca się przy ulicy Klasztornej 3 w Krotoszynie, należąca do dekanatu Krotoszyn w diecezji kaliskiej. Parafia liczy około 7500 wiernych.

## Historia parafii
Parafia została utworzona w 1925 roku, natomiast kościół parafialny, potrynitarski został wybudowany w latach 1767–1764 w stylu barokowym według projektu K.M. Frantza. Mieści się przy ulicy Klasztornej.

## Proboszczowie
- 1966–1967 – ks. Czesław Olejniczak
- 1968–1980 – ks. Alojzy Sławski
- 1980–2009 – ks. prał. Leon Spaleniak, Kapelan Jego Świątobliwości
- 2009–2019 – ks. kan. mgr lic. Dariusz Kowalek (zm. 2019)[1]
- 2019–2021 – ks. kan. mgr lic. Grzegorz Jóźwicki[2]
- od 2021 – ks. kan. mgr Grzegorz Kamzol